# Märchen im Grand Hotel
Märchen im Grand Hotel ist eine Jazzoperette in zwei Akten, mit Vor- und Nachspiel von Paul Abraham (1934).

## Entstehung
Die Handlung der Operette basiert auf der Komödie Die Großherzogin und der Kellner von Alfred Savoir (1883-1934), einem der wichtigsten französischen Komödienautoren seiner Zeit. Das Libretto stammt von Alfred Grünwald und Fritz Löhner-Beda. Die Uraufführung des Stücks fand am 29. März 1934 im Theater an der Wien statt. Aus der Erfolgskomödie Savoirs schufen die österreichischen Librettisten eine Parodie auf das Genre der Operette, die Statusunterschiede und Identitätsveränderungen parodierte, die zu Konflikten zwischen Menschen führen. Das Werk ist musikalisch äußerst vielfältig und spiegelt den modernen Musikgeschmack seiner Zeit wider. Zusätzlich zum Walzer sorgen Foxtrotts und Tangos für Farbe und erinnern in Klang und Orchestrierung sogar an den Stil von George Gershwin.
Jenő Heltai und Imre Harmath übersetzten das Libretto ins Ungarische und es wurde am 28. März 1936 im Budapester Kammertheater erstaufgeführt.
Im Dezember 2017 brachte die Komische Oper Berlin Abrahams Werk, das einst nur in Wien aufgeführt worden war, in konzertanter Form heraus (eine Aufführung war damals in Deutschland nicht mehr möglich gewesen). Es erinnerte an den frechen und unbeschwerten Geist der Weimarer Ära und an den Stil zweier vorangehender Abraham-Operetten (Die Blume von Hawaii und Ball im Savoy). Am 25. November 2018 wurde die Operette im Staatstheater Mainz neuerlich in szenischer Form aufgeführt.

## Orchesterbesetzung der Uraufführung
Klarinette (auch Bassklarinette), Fagott, 2 Trompeten, Posaune, Harfe, Banjo (auch Tenor-Gitarre), 2 Klaviere, Percussion (Pauken, Xylophon, Marimbaphon, Glockenspiel, Holztrommeln), Jazz-Schlagzeug, Streicher (Violine I und II, Cello, Bass)